# أحمد الحجيري
أحمد إبراهيم يوسف الحجيري (مواليد 1 فبراير 1978) لاعب كرة قدم بحريني معتزل. لعب طوال مسيرته الرياضية في الأهلي ومنتخب البحرين.

## الأهداف الدولية
| البطولة                      | التاريخ        | الملعب           | الفريق  | النتيجة | الخصم | التسجيل                             |
| ---------------------------- | -------------- | ---------------- | ------- | ------- | ----- | ----------------------------------- |
| مباريات دولية ودية - منتخبات | 27 أكتوبر 2005 | المنامة، البحرين | البحرين | 5- 0    | بنما  | سجل الحجيري هدف واحد في الدقيقة 72. |